# Johann Christoph Nicolai

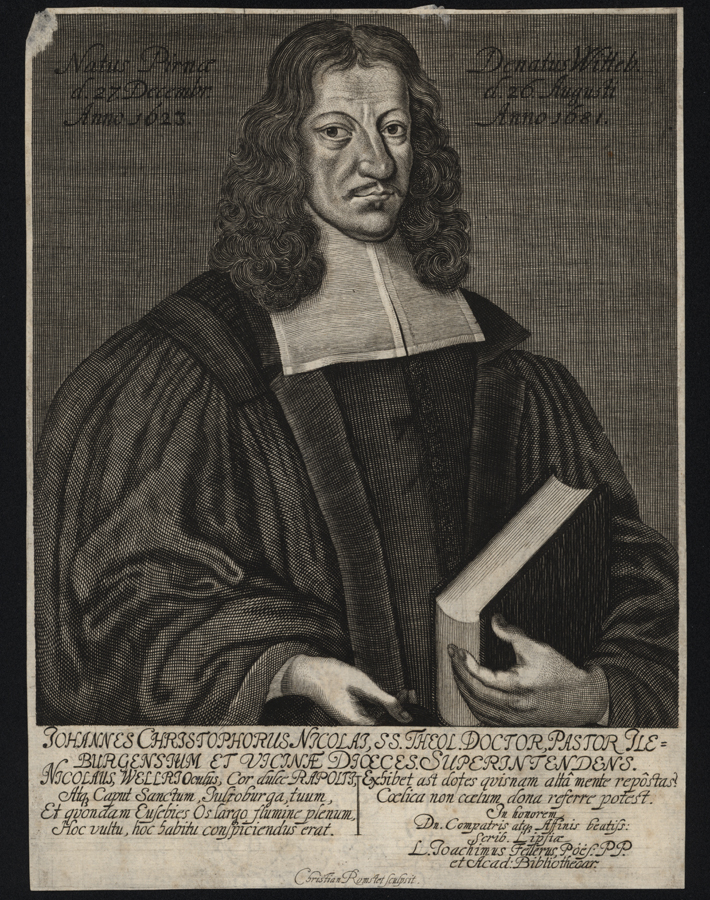
Johann Christoph Nicolai, zeitgenössisches Porträt

Johann Christoph Nicolai (* 27. Dezember 1623 in Eschdorf; † 26. August 1681 in Wittenberg) war ein deutscher evangelischer Theologe.

## Leben
Nicolai nahm 1642 ein Theologiestudium in Wittenberg auf, das er in Leipzig fortsetzte. 1646 erwarb er in Wittenberg den Magister artium; 1651 erhielt er seine Ordination. Im gleichen Jahr nahm Nicolai die Pfarrstelle in Kreischa an. Nun finanziell abgesichert ging er die Ehe mit Margaretha Elisabeth Crull († 1665) ein, in der vier Kinder geboren wurden. 1659 wurde Nicolai zum Lic. theol. promoviert und zum Konsistorialassessor in Schwarzburg ernannt. Noch im gleichen Jahr wechselte er als Superintendent und Hofprediger in die Grafschaft Sondershausen-Hohenstein. In Wittenberg erfolgte 1662 seine Promotion zum Doktor der Theologie. 1663 bis 1664 wirkte Nicolai als außerordentlicher Professor für Theologie an der Theologischen Fakultät der Universität Leipzig. 1664 wechselte er als Oberpfarrer von St. Nicolai und Superintendent nach Eilenburg. Da hier seine Frau starb, ging er 1666 eine zweite Ehe mit Regina Elisabeth Rappolt ein, in der sieben Kinder geboren wurden. 1670 war er Vorsitzender der Grimmaischen Visitation. Nicolai starb mit knapp 58 Jahren auf einer Besuchsreise in Wittenberg. 
Er war ein Vertreter der lutherischen Orthodoxie und verfasste mehrere theologische Abhandlungen in lateinischer Sprache.

## Werke
- Disputatio theologica solennis qua collatio inter Augustanam Confessionem et Concilium Tridentium de iustificatione instituitur (1662).
- Disp. ... qua collatio inter Augustanam confessionem et concilium Tridentinum de iustificatione instituitur  (1659) (Digitalisat)
- Nahumus Pacificus, Hoc Est, De Pace Dissertatio Theologica (1650).
- Als Der Wohl-Ehrwürdige/ Groß-Achtbare und Wohlgelahrte Herr. M. Gottfried Erdmann/ ... Diaconus bei der Stadt-Kirche zu St. Nicolai in Eulenburg/ Mit der Edlen Hoch-Ehr- und Tugendbegabten Jungfer Maria Elisabeth/ Des ... Hn. Johann Christoph Nicolai ... Pastoris und Superintendentis daselbst/ Eheleiblichen Tochter/ Den 23. September. im Jahre Christi 1679. ehelich vermählet wurde/ Wollte ... seine glückwündschende Schuldigkeit erfreulich darstellen Das Leipzigische in nachstehenden Zeilen (1679).
- Theologus Prudens In Confidentia, Das ist Ein vernünfftiger Gottes-Mann und Theologus, Wie Er in gutem Vertrauen und Glauben zu Gott fürgestellet ... : Bey Volckreicher Trauerhafften Leich-Procession des Weyland Hoch-Ehrwürdigen, Großachtbarn und Hochgelahrten Hn. Johan-Christophori Nicolai ... Welcher Am XXVI. Augusti des M. DC. LXXXI. Jahres Christi im LIIXsten Jahr seines Alters allhier im Herrn entschlaffen ... (1682).
- Elegia Ad Viros Plurimum Reverendos ... Dn. Jacobum Tentzelium ... Dn. Christophorum Danielem Schreiterum ... Dn. Johannem                  Christophorum Nicolai ... Dn. Josiam Christophorum Neandrum ... Cum ipsis summus Doctorisin Theologia gradus conferretur, III. Iduum Octobr. anni MDCLXII scripta a Michaele Wendlero, D. & P.P  (1662).
- Disputatio politica de magistratu, quam divina annuente clementia, praeside dn. M. Michaele Wendelero, ... proponit Johannes Christophorus Nicolai, Pirnensis Misnicus,(1646).
- Ad Orationem Operarum Suarum Theologicarum Auspicatoriam, Lipsiae Prid. Calend. Octobris in Auditorio Maioris Principum Collegii  ... habendam Lectorem Benevolum cum debita honoris praefatione officiose ac peramanter invitat Johannes Christophorus Nicolai, Pirnensis Misnicus, SS. Th. D. (1663).